# Ireneusz
Ireneusz (gr. eirenaios – „spokojny, pokojowy”) – imię męskie pochodzenia greckiego. W Polsce pojawiło się w XIX wieku. 
Żeński odpowiednik: Irena. Zdrobnienia: Ireczek, Irek, Iruś.
W styczniu 2025 r. w rejestrze PESEL, wśród publicznie dostępnych danych dotyczących osób żyjących, wykazano 58259 mężczyzn o imieniu Ireneusz nadanym jako imię pierwsze. 
Ireneusz imieniny obchodzi 25 marca, 6 kwietnia, 5 maja, 28 czerwca, 26 sierpnia, 18 września, 20 października, 24 grudnia.

## Imię Ireneusz w innych językach[8]
- język angielski – Irenaeus, Irenæus,
- język bułgarski – Irinij,
- język czeski – Irenej, Ireneus,
- język esperanto – Ireneo[9],
- język francuski – Irénée,
- język łaciński – Irenaeus[10],
- język niemiecki – Irenaeus, Irenäus,
- język słowacki – Irenej, Ireneus,
- język włoski – Ireneo[11].

## Mężczyźni o imieniu Ireneusz
- Ireneusz Bieleninik – prezenter (Tele Gra)
- Ireneusz Bobrowski – polonista, językoznawca
- Ireneusz Bruski – prawnik, teolog, dziennikarz
- Ireneusz Dudek – muzyk
- Ireneusz Gugulski – warszawski nauczyciel polonista z Liceum im. Reytana
- Ireneusz Iredyński – polski prozaik, dramaturg
- Ireneusz Jeleń – piłkarz
- Ireneusz Kania – tłumacz
- Ireneusz Kanicki – aktor i reżyser
- Ireneusz Krosny – artysta, mim
- Ireneusz Kuraś – polski strongman
- Ireneusz Mazur – były siatkarz, trener siatkarski
- Ireneusz Mroczkowski – teolog
- Ireneusz Paliński – ciężarowiec, złoty medalista olimpijski
- Ireneusz Pękalski – biskup pomocniczy łódzki
- Ireneusz Raś – polityk, poseł na Sejm RP
- Ireneusz Sewastianowicz – dziennikarz
- Ireneusz Sekuła – polityk
- Ireneusz Skubiś – redaktor naczelny Tygodnika Katolickiego „Niedziela”
- Ireneusz Stolarczyk – teolog zajmujący się naukami społecznymi
- Ireneusz z Lyonu – święty Kościoła katolickiego, teolog z II w. n.e.
- Ireneusz Felczak – naczelnik miasta Sochaczewa oraz późniejszy jego burmistrz
- Ireneusz (Skopelitis) – prawosławny patriarcha Jerozolimy w latach 2001–2005.